# Marjorie Chibnall
Marjorie Chibnall, foi uma historiadora e tradutora britânica e nasceu dia 27 de setembro de 1915 em Preston, Shopshire.

## Biografia
Marjorie Chibnall, nascida em 27 de setembro de 1915 em Preston, Shropshire, foi uma importante historiadora britânica e tradutora de obras em latim, cujo trabalho acadêmico contribuiu para a pesquisa em História medieval.
A historiadora, filha de John Christopher Morgan, nascido em Acton Burnell, Shropshire, em 1882, e de Maggie Morgan, nascida no Condado de Durham em 1885, cresceu na fazenda de sua família, na qual ajudava com as atividades rurais. Porém, desde pequena, sua vocação para a escrita, os idiomas e os estudos no geral levaram a jovem Marjorie a ingressar em diversas universidades, pelas quais pôde adquirir uma vasta experiência no meio acadêmico. Sempre fora designada por seus alunos como uma professora excepcional, generosa e rigorosa. 
Com a eclosão da Segunda Guerra Mundial, ela ofereceu-se para o serviço de guerra e para o serviço voluntário, mas acabou por trabalhar como enfermeira noturna por um curto período . 
Além de sua promissora carreira, Marjorie casou-se  ainda com Albert Chibnall, bioquímico britânico e historiador amador, nascido em 28 de janeiro de 1894 em Hammersmith-Londres, de quem recebeu o sobrenome característico e com quem teve um casal de filhos. A historiadora faleceu em 23 de junho de 2012 na cidade de Sheffield no Reino Unido.

## Educação e Carreira
Marjorie Chibnall formou-se Bacharel em Letras, BLitt, pela Universidade de Cambridge com um estudo que abordou direito eclesiástico medieval. Nos anos de 1937 e 1938, Chibnall, dedicou-se à pesquisa de materiais manuscritos que a levaram para a França, onde trabalhou na Bibliothèque Nationale apoiada por bolsas de pesquisas. Nesse período, a pesquisadora também trabalhou em arquivos departamentais e bibliotecas da Normandia, onde se interessou por estudar a história de homens que trabalharam na construção e fundação de igrejas e abadias, especialmente no contexto da Normandia e da Inglaterra medievais. Marjorie pôde prosseguir tal estudo, ao abordar mais especificamente a Abadia de Bec, em seu doutorado, o qual finalizou no ano de 1939, sob a orientação da historiadora Eileen Power.
Chibnall iniciou sua carreira docente lecionando na Universidade de Southampton (1941-1943), depois deu aulas na Universidade de Aberdeen (1943-1947) e, a partir de 1947, lecionou história no Girton College (Cambridge), tornando-se membro dessa faculdade no ano de 1953 e renunciando seus cargos em 1965, com o objetivo de finalizar seu  trabalho História Eclesiástica. Após concluí-lo, Chibnall foi intitulada pesquisadora e, posteriormente, membro da Clare Hall em Cambridge, bem como membro honorário do Girton College. A carreira de Marjorie Chibnall abrangeu mais de seis décadas de dedicação à história anglo-normanda e normanda, com uma atividade de publicação considerável mesmo na velhice. Seu último livro foi publicado no ano 2000. 

## Contribuições historiográficas
Marjorie é reconhecida por suas contribuições para o estudo da história medieval da Inglaterra e da historiografia sobre o medievo. Suas principais contribuições incluem: o estudo jurídico institucional da Normandia e da Inglaterra após a conquista normanda em 1066; a análise crítica de fontes históricas e a tradução e disponibilização destas em edições críticas; e a promoção de metodologias para a análise de fontes que ajudaram a definir práticas acadêmicas para a pesquisa e a escrita da história medieval.   
A atenção dedicada à conquista normanda da Inglaterra em 1066, liderada por Guilherme, o Conquistador, fora central para que Marjorie demonstrasse como essa conquista não apenas mudou a dinastia governante da Inglaterra, mas também levou a profundas implicações políticas, sociais e culturais. Ao examinar a forma como o sistema feudal normando foi implementado na Inglaterra, substituindo gradualmente o sistema anterior, Marjorie pôde aferir o impacto disso na distribuição de terras e no poder local, e como as mudanças afetaram a vida cotidiana e a governança. Os normandos estabeleceram uma nova elite governante, não obstante, reorganizaram o sistema jurídico institucional sob o signo da adaptação e da integração, não simplesmente da ruptura. E ainda, nesse âmbito,  Chibnall também contribuiu para o estudo do papel das mulheres na sociedade medieval, oferecendo uma visão mais detalhada sobre a vida e a influência das mulheres nas cortes normanda e inglesa. 
A análise de fontes como as crônicas e as histórias escritas por cronistas normandos, como Guilherme de Poitiers e Guilherme de Jumièges, permitiu-lhe entender a visão normanda dos eventos e das figuras históricas, e como essas narrativas foram moldadas para servir aos interesses políticos e ideológicos dos normandos. E esta constituiu uma das suas contribuições mais duradouras à historiografia, pois além da edição e tradução da "Gesta Guillelmi" (A História de Guilherme, o Conquistador), escrita por Guilherme de Poitiers, e seu trabalho com "The Ecclesiastical History of Orderic Vitalis" (a História Eclesiástica), uma detalhada crônica de Orderico Vital que cobre eventos tanto na Normandia quanto na Inglaterra, muitas das fontes que Chibnall editou ou traduziu não eram amplamente acessíveis antes de seu trabalho; é o caso das "Charters and Writs concerning the Norman Earldom of Chester" (Cartas e Mandados relativos ao Condado Normando de Chester) e dos "Select Documents of the English Lands of the Abbey of Bec" (Documentos selecionados das terras inglesas da Abadia de Bec). Tais edições estabeleceram padrões para a tradução e edição de textos medievais que são seguidos até hoje, especialmente pela capacidade de equilibrar rigor acadêmico, precisão filológica, uma profunda compreensão do contexto histórico com clareza do discurso, o que fez com que suas edições fossem amplamente utilizadas por muitos estudiosos da história medieval.  
O estudo de Chibnall sobre os documentos da Abadia de Bec lançou luz sobre o impacto econômico e social do mosteiro na Inglaterra. A Abadia não era apenas uma instituição religiosa isolada, mas um ator chave na política e economia anglo-normanda. Suas posses fundiárias permitiam-lhe exercer uma grande influência sobre a população local e as elites políticas. Além disso, o trabalho sobre a Abadia de Bec foi pioneiro em sua exploração detalhada das fontes documentais e no entendimento da relação entre a abadia e a aristocracia normanda e inglesa. Seus estudos permitiram que futuros historiadores compreendessem melhor as complexas interações entre instituições religiosas e políticas na Normandia e na Inglaterra do século XI e XII. Sob a liderança de figuras como Lanfranco e Anselmo, a Abadia de Bec também desempenhou um papel crucial na formação intelectual de teólogos e clérigos que se tornaram líderes importantes na Igreja da Inglaterra, ainda mais por que essa abadia tornou-se um centro de disseminação das reformas monásticas, muitos dos monges formados ali levaram as ideias reformistas para outros mosteiros na Inglaterra e na Europa.
Marjorie Chibnall fora responsável pela coedição de "The Letters of John of Salisbury. Volume II: The Later Letters (1163-1180)", publicada em 1979. Esse trabalho, realizado em conjunto com W.J. Millor e C.N.L. Brooke, foi uma tradução e edição crítica das cartas de João de Salisbury, um dos principais intelectuais do século XII. João de Salisbury era conhecido por sua vasta correspondência com figuras importantes da época, como Thomas Becket, e suas cartas fornecem uma janela crucial para a vida intelectual, política e eclesiástica do período. 
Desse modo, embora seu foco principal não fosse a filosofia, nem mesmo a educação medieval, Chibnall contribuiu para o entendimento da história intelectual medieval ao revelar a importância das instituições monásticas normandas como centros de produção e transmissão de conhecimento. As relações entre a igreja, o estado e as abadias se mostraram centrais para a educação filosófica e teológica que era incentivada e controlada por meio dessas interações, ajudando a moldar o caráter intelectual da Europa medieval.

## Obras:
- Select Documents of the English lands of the Abbey of Bec, (Royal Historical Society, Camden third Series vol. 73, 1951)
- John of Salisbury's Memoirs of the Papal Court, (London, 1956)
- The Ecclesiastical History of Orderic Vitalis, 6 vols, (Oxford, 1969-1980)
- Charters and Custumals of the Abbey of Holy Trinity, Caen (Oxford, 1982)
- The World of Orderic Vitalis, (Oxford, 1984)
- Anglo-Norman England 1066-1166, (Oxford, 1986)
- The History Pontificalis of John of Salisbury, (Oxford, 1986)
- Empress Matilda, (Oxford, 1991)
- The Debate on the Norman Conquest, (Manchester, 1999)

- The Normans, (Oxford, 2000)[1]